# Dadaab
Dadaab – miasto w Kenii, w hrabstwie Garissa. Do niedawna niewielka miejscowość obsługująca okolicznych pasterzy, obecnie jest to główny ośrodek zespołu otaczających miasto obozów dla uchodźców (Hagadera, Ifo, Dagahaley, Kambios), głównie z terenów południowej Somalii.
Ośrodek prowadzony jest pod egidą Wysokiego Komisarza Narodów Zjednoczonych do spraw Uchodźców, natomiast organem bezpośrednio zarządzającym jest organizacja CARE. Łączna liczba zarejestrowanych mieszkańców to ok. 337000 osób (kwiecień 2014, wobec 409000 rok wcześniej), co czyni Dadaab największym obozem dla uchodźców na świecie. W szczytowym okresie mieszkało w nim niemal pół miliona ludzi.
Kobiety i dzieci stanowiły w 2017 r. ponad 60% ogółu ludności obozu.